# بخش بس‌من، شهرستان کارلتون، مینه سوتا
بخش بس‌من (به انگلیسی: Beseman Township) یک منطقهٔ مسکونی در ایالات متحده آمریکا است که در شهرستان کارلتون، مینه‌سوتا واقع شده‌است.
 بخش بس‌من ۹۳٫۳ کیلومتر مربع مساحت و ۱۴۹ نفر جمعیت دارد و ۳۹۶ متر بالاتر از سطح دریا واقع شده‌است.